# 鲐囊双吸虫
鲐囊双吸虫（学名：Didymozoon pseumatophri）为囊双科囊双吸虫属的动物。在中国大陆，分布于黄海、东海等海域，营寄生生活，宿主鲐鱼，寄生部位鳃盖。